# Aspiran
Aspiran este o comună în departamentul Hérault din sudul Franței. În 2009 avea o populație de 1.367 de locuitori.

## Evoluția populației
| An        | 1975  | 1982  | 1990  | 1999  | 2006  | 2009  |
| --------- | ----- | ----- | ----- | ----- | ----- | ----- |
| Populație | 1.023 | 1.031 | 1.072 | 1.167 | 1.264 | 1.367 |